# Tour de Croatie 2015
La 10e édition du Tour de Croatie a eu lieu du 22 au 26 avril 2015. La course fait partie du calendrier UCI Europe Tour 2015 en catégorie 2.1.
Elle a été remportée par le Polonais Maciej Paterski (CCC Sprandi Polkowice), vainqueur des troisième et cinquième étapes, qui s'impose de 1 minute et 1 seconde devant le Slovène Primož Roglič (Adria Mobil) et de 1 minute et 18 secondes sur son coéquipier et compatriote Sylwester Szmyd.
Paterski s'impose également dans les classements par points et de la montagne, l'Italien Edward Ravasi (Équipe nationale d'Italie) remporte celui du meilleur jeune et la formation polonaise CCC Sprandi Polkowice termine meilleure équipe.

## Présentation

### Parcours
Le parcours emprunte les routes du littoral de la mer Adriatique (Istrie, littoral nordique et Dalmatie) et des terres intérieures. Le parcours est divisé en cinq étapes: deux de montagne (dont une avec une arrivée en altitude) et trois vallonnées. La course sert également à promouvoir le territoire croate en traversant notamment neuf villes-étapes, six comitats, deux parcs nationaux (Krka et Plitvice) et trois parcs naturels (Biokovo, Velebit et Učka).

### Équipes
Classé en catégorie 2.1 de l'UCI Europe Tour, le Tour de Croatie est par conséquent ouvert aux WorldTeams dans la limite de 50 % des équipes participantes, aux équipes continentales professionnelles, aux équipes continentales et aux équipes nationales.
Dix-neuf équipes participent à ce Tour de Croatie - trois équipes continentales professionnelles, quinze équipes continentales et une équipe nationale :
| Équipes continentales professionnelles | Équipes continentales professionnelles | Équipes continentales professionnelles |
| Nom de l'équipe                        | Pays                                   | Code                                   |
| -------------------------------------- | -------------------------------------- | -------------------------------------- |
| CCC Sprandi Polkowice                  | Pologne                                | CCC                                    |
| Novo Nordisk                           | États-Unis                             | TNN                                    |
| RusVelo                                | Russie                                 | RVL                                    |

| Équipes continentales   | Équipes continentales | Équipes continentales |
| Nom de l'équipe         | Pays                  | Code                  |
| ----------------------- | --------------------- | --------------------- |
| ActiveJet               | Pologne               | AJT                   |
| Adria Mobil             | Slovénie              | ADR                   |
| Cycling Academy         | Israël                | CAT                   |
| D'Amico Bottecchia      | Italie                | AZT                   |
| Ecuador                 | Équateur              | ECU                   |
| Felbermayr Simplon Wels | Autriche              | RWS                   |
| Frøy Bianchi            | Norvège               | FRB                   |
| GM                      | Italie                | GMC                   |
| Idea 2010 ASD           | Italie                | IDE                   |
| Join-S-De Rijke         | Pays-Bas              | RIJ                   |
| LKT Brandenburg         | Allemagne             | LKT                   |
| Meridiana Kamen         | Croatie               | MKT                   |
| MG.Kvis-Vega            | Italie                | VHS                   |
| Radenska Ljubljana      | Slovénie              | RAR                   |
| Verandas Willems        | Belgique              | WIL                   |

| Équipe nationale          | Équipe nationale | Équipe nationale |
| Nom de l'équipe           | Pays             | Code             |
| ------------------------- | ---------------- | ---------------- |
| Équipe nationale d'Italie | Italie           | ITA              |

## Étapes
| Étape     | Date     | Villes étapes                 |                   | Distance (km) | Vainqueur d’étape | Leader du classement général |
| --------- | -------- | ----------------------------- | ----------------- | ------------- | ----------------- | ---------------------------- |
| 1re étape | 22 avril | Makarska - Split              | Étape vallonnée   | 154           | Grega Bole        | Grega Bole                   |
| 2e étape  | 23 avril | Šibenik - Zadar               | Étape de plaine   | 204           | Marko Kump        | Marko Kump                   |
| 3e étape  | 24 avril | Makarska - Učka               | Étape de montagne | 230           | Maciej Paterski   | Maciej Paterski              |
| 4e étape  | 25 avril | Pula - Umag                   | Étape vallonnée   | 155,1         | Dimitri Claeys    | Maciej Paterski              |
| 5e étape  | 26 avril | Sveti Martin na Muri - Zagreb | Étape de plaine   | 177           | Maciej Paterski   | Maciej Paterski              |

## Déroulement de la course

### 1reétape
| Classement de l'étape | Classement de l'étape | Classement de l'étape | Classement de l'étape | Classement de l'étape |
|                       | Coureur               | Pays                  | Équipe                | Temps                 |
| --------------------- | --------------------- | --------------------- | --------------------- | --------------------- |
| 1er                   | Grega Bole            | Slovénie              | CCC Sprandi Polkowice | en 3 h 58 min 7 s     |
| 2e                    | Maciej Paterski       | Pologne               | CCC Sprandi Polkowice | m.t                   |
| 3e                    | Marko Kump            | Slovénie              | Adria Mobil           | m.t                   |
| 4e                    | Paweł Franczak        | Pologne               | ActiveJet             | m.t                   |
| 5e                    | Jure Miskulin         | Slovénie              | Radenska Ljubljana    | m.t                   |
| 6e                    | Davide Viganò         | Italie                | Idea 2010 ASD         | m.t                   |
| 7e                    | Rok Korošec           | Slovénie              | Radenska Ljubljana    | m.t                   |
| 8e                    | Roman Maikin          | Russie                | RusVelo               | m.t                   |
| 9e                    | Carl Soballa          | Allemagne             | LKT Brandenburg       | m.t                   |
| 10e                   | Ivan Balykin          | Russie                | RusVelo               | m.t                   |
| modifier              |                       |                       |                       |                       |

| Classement général | Classement général   | Classement général | Classement général      | Classement général |
|                    | Coureur              | Pays               | Équipe                  | Temps              |
| ------------------ | -------------------- | ------------------ | ----------------------- | ------------------ |
| 1er                | Grega Bole           | Slovénie           | CCC Sprandi Polkowice   | en 3 h 57 min 57 s |
| 2e                 | Maciej Paterski      | Pologne            | CCC Sprandi Polkowice   | + 4 s              |
| 3e                 | Marko Kump           | Slovénie           | Adria Mobil             | + 6 s              |
| 4e                 | Stef Van Zummeren    | Belgique           | Verandas Willems        | + 7 s              |
| 5e                 | Jordi Simón          | Espagne            | Ecuador                 | + 7 s              |
| 6e                 | Felix Großschartner  | Autriche           | Felbermayr Simplon Wels | + 8 s              |
| 7e                 | Łukasz Bodnar        | Pologne            | ActiveJet               | + 8 s              |
| 8e                 | Jetse Bol            | Pays-Bas           | Join-S-De Rijke         | + 9 s              |
| 9e                 | Mario González Salas | Espagne            | ActiveJet               | + 9 s              |
| 10e                | Paweł Franczak       | Pologne            | ActiveJet               | + 10 s             |
| modifier           |                      |                    |                         |                    |

### 2eétape
| Classement de l'étape | Classement de l'étape | Classement de l'étape | Classement de l'étape     | Classement de l'étape |
|                       | Coureur               | Pays                  | Équipe                    | Temps                 |
| --------------------- | --------------------- | --------------------- | ------------------------- | --------------------- |
| 1er                   | Marko Kump            | Slovénie              | Adria Mobil               | en 4 h 50 min 40 s    |
| 2e                    | Paweł Franczak        | Pologne               | ActiveJet                 | m.t                   |
| 3e                    | Roman Maikin          | Russie                | RusVelo                   | m.t                   |
| 4e                    | Filippo Fortin        | Italie                | GM                        | m.t                   |
| 5e                    | Davide Viganò         | Italie                | Idea 2010 ASD             | m.t                   |
| 6e                    | Silvio Giorni         | Italie                | D'Amico Bottecchia        | m.t                   |
| 7e                    | Jordi Simón           | Espagne               | Ecuador                   | m.t                   |
| 8e                    | Coen Vermeltfoort     | Pays-Bas              | Join-S-De Rijke           | m.t                   |
| 9e                    | Liam Bertazzo         | Italie                | Équipe nationale d'Italie | m.t                   |
| 10e                   | Maciej Paterski       | Pologne               | CCC Sprandi Polkowice     | m.t                   |
| modifier              |                       |                       |                           |                       |

| Classement général | Classement général  | Classement général | Classement général      | Classement général |
|                    | Coureur             | Pays               | Équipe                  | Temps              |
| ------------------ | ------------------- | ------------------ | ----------------------- | ------------------ |
| 1er                | Marko Kump          | Slovénie           | Adria Mobil             | en 8 h 48 min 32 s |
| 2e                 | Grega Bole          | Slovénie           | CCC Sprandi Polkowice   | + 5 s              |
| 3e                 | Stef Van Zummeren   | Belgique           | Verandas Willems        | + 6 s              |
| 4e                 | Paweł Franczak      | Pologne            | ActiveJet               | + 9 s              |
| 5e                 | Maciej Paterski     | Pologne            | CCC Sprandi Polkowice   | + 9 s              |
| 6e                 | Roman Maikin        | Russie             | RusVelo                 | + 11 s             |
| 7e                 | Jordi Simón         | Espagne            | Ecuador                 | + 12 s             |
| 8e                 | Felix Großschartner | Autriche           | Felbermayr Simplon Wels | + 13 s             |
| 9e                 | Łukasz Bodnar       | Pologne            | ActiveJet               | + 13 s             |
| 10e                | Jetse Bol           | Pays-Bas           | Join-S-De Rijke         | + 14 s             |
| modifier           |                     |                    |                         |                    |

### 3eétape
| Classement de l'étape | Classement de l'étape | Classement de l'étape | Classement de l'étape     | Classement de l'étape |
|                       | Coureur               | Pays                  | Équipe                    | Temps                 |
| --------------------- | --------------------- | --------------------- | ------------------------- | --------------------- |
| 1er                   | Maciej Paterski       | Pologne               | CCC Sprandi Polkowice     | en 5 h 55 min 57 s    |
| 2e                    | Primož Roglič         | Slovénie              | Adria Mobil               | + 18 s                |
| 3e                    | Sylwester Szmyd       | Pologne               | CCC Sprandi Polkowice     | + 33 s                |
| 4e                    | Edward Ravasi         | Italie                | Équipe nationale d'Italie | + 38 s                |
| 5e                    | Sergey Firsanov       | Russie                | RusVelo                   | + 51 s                |
| 6e                    | Branislau Samoilau    | Biélorussie           | CCC Sprandi Polkowice     | + 1 min 20 s          |
| 7e                    | Emanuel Kišerlovski   | Croatie               | Meridiana Kamen           | + 1 min 25 s          |
| 8e                    | Davide Pacchiardo     | Italie                | Équipe nationale d'Italie | + 2 min 11 s          |
| 9e                    | Domen Novak           | Slovénie              | Adria Mobil               | + 2 min 58 s          |
| 10e                   | Marek Rutkiewicz      | Pologne               | CCC Sprandi Polkowice     | + 3 min 26 s          |
| modifier              |                       |                       |                           |                       |

| Classement général | Classement général  | Classement général | Classement général        | Classement général  |
|                    | Coureur             | Pays               | Équipe                    | Temps               |
| ------------------ | ------------------- | ------------------ | ------------------------- | ------------------- |
| 1er                | Maciej Paterski     | Pologne            | CCC Sprandi Polkowice     | en 14 h 44 min 22 s |
| 2e                 | Primož Roglič       | Slovénie           | Adria Mobil               | + 34 s              |
| 3e                 | Sylwester Szmyd     | Pologne            | CCC Sprandi Polkowice     | + 51 s              |
| 4e                 | Edward Ravasi       | Italie             | Équipe nationale d'Italie | + 1 min 0 s         |
| 5e                 | Sergey Firsanov     | Russie             | RusVelo                   | + 1 min 13 s        |
| 6e                 | Branislau Samoilau  | Biélorussie        | CCC Sprandi Polkowice     | + 1 min 41 s        |
| 7e                 | Emanuel Kišerlovski | Croatie            | Meridiana Kamen           | + 1 min 47 s        |
| 8e                 | Davide Pacchiardo   | Italie             | Équipe nationale d'Italie | + 2 min 33 s        |
| 9e                 | Marek Rutkiewicz    | Pologne            | CCC Sprandi Polkowice     | + 3 min 48 s        |
| 10e                | Grega Bole          | Slovénie           | CCC Sprandi Polkowice     | + 3 min 56 s        |
| modifier           |                     |                    |                           |                     |

### 4eétape
| Classement de l'étape | Classement de l'étape | Classement de l'étape | Classement de l'étape     | Classement de l'étape |
|                       | Coureur               | Pays                  | Équipe                    | Temps                 |
| --------------------- | --------------------- | --------------------- | ------------------------- | --------------------- |
| 1er                   | Dimitri Claeys        | Belgique              | Verandas Willems          | en 3 h 20 min 42 s    |
| 2e                    | Paweł Bernas          | Pologne               | ActiveJet                 | + 0 s                 |
| 3e                    | Gaëtan Bille          | Belgique              | Verandas Willems          | + 0 s                 |
| 4e                    | Jure Golčer           | Slovénie              | Felbermayr Simplon Wels   | + 2 s                 |
| 5e                    | Liam Bertazzo         | Italie                | Équipe nationale d'Italie | + 42 s                |
| 6e                    | Marko Kump            | Slovénie              | Adria Mobil               | + 42 s                |
| 7e                    | Rino Gasparrini       | Italie                | Équipe nationale d'Italie | + 42 s                |
| 8e                    | Roman Maikin          | Russie                | RusVelo                   | + 42 s                |
| 9e                    | Matteo Malucelli      | Italie                | Idea 2010 ASD             | + 42 s                |
| 10e                   | Filippo Fortin        | Italie                | GM                        | + 42 s                |
| modifier              |                       |                       |                           |                       |

| Classement général | Classement général  | Classement général | Classement général        | Classement général |
|                    | Coureur             | Pays               | Équipe                    | Temps              |
| ------------------ | ------------------- | ------------------ | ------------------------- | ------------------ |
| 1er                | Maciej Paterski     | Pologne            | CCC Sprandi Polkowice     | en 18 h 5 min 46 s |
| 2e                 | Primož Roglič       | Slovénie           | Adria Mobil               | + 34 s             |
| 3e                 | Sylwester Szmyd     | Pologne            | CCC Sprandi Polkowice     | + 51 s             |
| 4e                 | Edward Ravasi       | Italie             | Équipe nationale d'Italie | + 1 min 12 s       |
| 5e                 | Sergey Firsanov     | Russie             | RusVelo                   | + 1 min 13 s       |
| 6e                 | Branislau Samoilau  | Biélorussie        | CCC Sprandi Polkowice     | + 1 min 41 s       |
| 7e                 | Emanuel Kišerlovski | Croatie            | Meridiana Kamen           | + 1 min 47 s       |
| 8e                 | Davide Pacchiardo   | Italie             | Équipe nationale d'Italie | + 2 min 33 s       |
| 9e                 | Marek Rutkiewicz    | Pologne            | CCC Sprandi Polkowice     | + 3 min 45 s       |
| 10e                | Grega Bole          | Slovénie           | CCC Sprandi Polkowice     | + 3 min 56 s       |
| modifier           |                     |                    |                           |                    |

### 5eétape
| Classement de l'étape | Classement de l'étape | Classement de l'étape | Classement de l'étape   | Classement de l'étape |
|                       | Coureur               | Pays                  | Équipe                  | Temps                 |
| --------------------- | --------------------- | --------------------- | ----------------------- | --------------------- |
| 1er                   | Maciej Paterski       | Pologne               | CCC Sprandi Polkowice   | en 3 h 59 min 40 s    |
| 2e                    | Felix Großschartner   | Autriche              | Felbermayr Simplon Wels | + 0 s                 |
| 3e                    | Roman Maikin          | Russie                | RusVelo                 | + 0 s                 |
| 4e                    | Olivier Pardini       | Belgique              | Verandas Willems        | + 0 s                 |
| 5e                    | Joeri Calleeuw        | Belgique              | Verandas Willems        | + 10 s                |
| 6e                    | Davide Viganò         | Italie                | Idea 2010 ASD           | + 10 s                |
| 7e                    | Marek Rutkiewicz      | Pologne               | CCC Sprandi Polkowice   | + 14 s                |
| 8e                    | Grega Bole            | Slovénie              | CCC Sprandi Polkowice   | + 17 s                |
| 9e                    | Coen Vermeltfoort     | Pays-Bas              | Join-S-De Rijke         | + 17 s                |
| 10e                   | Jordi Simón           | Espagne               | Ecuador                 | + 17 s                |
| modifier              |                       |                       |                         |                       |

## Classements finals

### Classement général final
| Classement général final | Classement général final | Classement général final | Classement général final  | Classement général final |
|                          | Coureur                  | Pays                     | Équipe                    | Temps                    |
| ------------------------ | ------------------------ | ------------------------ | ------------------------- | ------------------------ |
| 1er                      | Maciej Paterski          | Pologne                  | CCC Sprandi Polkowice     | en 22 h 5 min 16 s       |
| 2e                       | Primož Roglič            | Slovénie                 | Adria Mobil               | + 1 min 1 s              |
| 3e                       | Sylwester Szmyd          | Pologne                  | CCC Sprandi Polkowice     | + 1 min 18 s             |
| 4e                       | Edward Ravasi            | Italie                   | Équipe nationale d'Italie | + 1 min 39 s             |
| 5e                       | Sergey Firsanov          | Russie                   | RusVelo                   | + 1 min 40 s             |
| 6e                       | Branislau Samoilau       | Biélorussie              | CCC Sprandi Polkowice     | + 2 min 17 s             |
| 7e                       | Emanuel Kišerlovski      | Croatie                  | Meridiana Kamen           | + 2 min 32 s             |
| 8e                       | Davide Pacchiardo        | Italie                   | Équipe nationale d'Italie | + 3 min 18 s             |
| 9e                       | Marek Rutkiewicz         | Pologne                  | CCC Sprandi Polkowice     | + 4 min 9 s              |
| 10e                      | Grega Bole               | Slovénie                 | CCC Sprandi Polkowice     | + 4 min 23 s             |
| modifier                 |                          |                          |                           |                          |

### Classements annexes
| Classement par points | Classement par points | Classement par points | Classement par points | Classement par points |
| --------------------- | --------------------- | --------------------- | --------------------- | --------------------- |
|                       | Coureur               | Pays                  | Équipe                | Point(s)              |
| 1er                   | Maciej Paterski       | Pologne               | CCC Sprandi Polkowice | 86 points             |
| 2e                    | Marko Kump            | Slovénie              | Adria Mobil           | 52 pts                |
| 3e                    | Roman Maikin          | Russie                | RusVelo               | 48 pts                |
| modifier              |                       |                       |                       |                       |

| Classement de la montagne | Classement de la montagne | Classement de la montagne | Classement de la montagne | Classement de la montagne |
| ------------------------- | ------------------------- | ------------------------- | ------------------------- | ------------------------- |
|                           | Coureur                   | Pays                      | Équipe                    | Point(s)                  |
| 1er                       | Maciej Paterski           | Pologne                   | CCC Sprandi Polkowice     | 30 points                 |
| 2e                        | Jordi Simón               | Espagne                   | Ecuador                   | 13 pts                    |
| 3e                        | Marco Tizza               | Italie                    | Idea 2010 ASD             | 10 pts                    |
| modifier                  |                           |                           |                           |                           |

| Classement du meilleur jeune | Classement du meilleur jeune | Classement du meilleur jeune | Classement du meilleur jeune | Classement du meilleur jeune |
|                              | Coureur                      | Pays                         | Équipe                       | Temps                        |
| ---------------------------- | ---------------------------- | ---------------------------- | ---------------------------- | ---------------------------- |
| 1er                          | Edward Ravasi                | Italie                       | Équipe nationale d'Italie    | en 22 h 6 min 55 s           |
| 2e                           | José Tito Hernández          | Colombie                     | GM                           | + 5 min 26 s                 |
| 3e                           | Marko Pavlic                 | Slovénie                     | Radenska Ljubljana           | + 11 min 44 s                |
| modifier                     |                              |                              |                              |                              |

| Classement par équipes | Classement par équipes | Classement par équipes | Classement par équipes |
|                        | Équipe                 | Pays                   | Temps                  |
| ---------------------- | ---------------------- | ---------------------- | ---------------------- |
| 1re                    | CCC Sprandi Polkowice  | Pologne                | en 66 h 19 min 48 s    |
| 2e                     | Adria Mobil            | Slovénie               | + 16 min 47 s          |
| 3e                     | RusVelo                | Russie                 | + 23 min 52 s          |
| modifier               |                        |                        |                        |

### UCI Europe Tour
Ce Tour de Croatie attribue des points pour l'UCI Europe Tour 2015, par équipes seulement aux coureurs des équipes continentales professionnelles et continentales, individuellement à tous les coureurs sauf ceux faisant partie d'une équipe ayant un label WorldTeam.
| Position,          | 1er | 2e | 3e | 4e | 5e | 6e | 7e | 8e | 9e | 10e | 11e | 12e |
| Classement général | 80  | 56 | 32 | 24 | 20 | 16 | 12 | 8  | 7  | 6   | 5   | 3   |
| Par étape          | 16  | 11 | 6  | 5  | 4  | 2  |    |    |    |     |     |     |
| Leader, par étape  | 8   |    |    |    |    |    |    |    |    |     |     |     |

| Cycliste            | Équipe                    | Général | Étape | Leader | Total |
| ------------------- | ------------------------- | ------- | ----- | ------ | ----- |
| Maciej Paterski     | CCC Sprandi Polkowice     | 80      | 43    | 16     | 139   |
| Primož Roglič       | Adria Mobil               | 56      | 11    | -      | 67    |
| Sylwester Szmyd     | CCC Sprandi Polkowice     | 32      | 6     | -      | 38    |
| Marko Kump          | Adria Mobil               | -       | 24    | 8      | 32    |
| Grega Bole          | CCC Sprandi Polkowice     | 6       | 16    | 8      | 30    |
| Edward Ravasi       | Équipe nationale d'Italie | 24      | 5     | -      | 29    |
| Sergey Firsanov     | RusVelo                   | 20      | 4     | -      | 24    |
| Branislau Samoilau  | CCC Sprandi Polkowice     | 16      | 2     | -      | 18    |
| Dimitri Claeys      | Verandas Willems          | -       | 16    | -      | 16    |
| Paweł Franczak      | ActiveJet                 | -       | 16    | -      | 16    |
| Emanuel Kišerlovski | Meridiana Kamen           | 12      | -     | -      | 12    |
| Roman Maikin        | RusVelo                   | -       | 12    | -      | 12    |
| Paweł Bernas        | ActiveJet                 | -       | 11    | -      | 11    |
| Felix Großschartner | Felbermayr Simplon Wels   | -       | 11    | -      | 11    |
| Davide Pacchiardo   | Équipe nationale d'Italie | 8       | -     | -      | 8     |
| Davide Viganò       | Idea 2010 ASD             | -       | 8     | -      | 8     |
| Marek Rutkiewicz    | CCC Sprandi Polkowice     | 7       | -     | -      | 7     |
| Gaëtan Bille        | Verandas Willems          | -       | 6     | -      | 6     |
| Filippo Fortin      | GM                        | -       | 5     | -      | 5     |
| Jure Golčer         | Felbermayr Simplon Wels   | -       | 5     | -      | 5     |
| Olivier Pardini     | Verandas Willems          | -       | 5     | -      | 5     |
| Michał Podlaski     | ActiveJet                 | 5       | -     | -      | 5     |
| Joeri Calleeuw      | Verandas Willems          | -       | 4     | -      | 4     |
| Liam Bertazzo       | Équipe nationale d'Italie | -       | 4     | -      | 4     |
| Jure Miskulin       | Radenska Ljubljana        | -       | 4     | -      | 4     |
| Matija Kvasina      | Felbermayr Simplon Wels   | 3       | -     | -      | 3     |
| Silvio Giorni       | D'Amico Bottecchia        | -       | 2     | -      | 2     |

## Évolution des classements
| Étape              | Vainqueur          | Classement général | Classement par points | Classement de la montagne | Classement du meilleur jeune | Classement par équipes |
| ------------------ | ------------------ | ------------------ | --------------------- | ------------------------- | ---------------------------- | ---------------------- |
| 1                  | Grega Bole         | Grega Bole         | Grega Bole            | Marco Tizza               | Felix Großschartner          | RusVelo                |
| 2                  | Marko Kump         | Marko Kump         | Marko Kump            | Marco Tizza               | Felix Großschartner          | Adria Mobil            |
| 3                  | Maciej Paterski    | Maciej Paterski    | Maciej Paterski       | Maciej Paterski           | Edward Ravasi                | CCC Sprandi Polkowice  |
| 4                  | Dimitri Claeys     | Maciej Paterski    | Maciej Paterski       | Maciej Paterski           | Edward Ravasi                | CCC Sprandi Polkowice  |
| 5                  | Maciej Paterski    | Maciej Paterski    | Maciej Paterski       | Maciej Paterski           | Edward Ravasi                | CCC Sprandi Polkowice  |
| Classements finals | Classements finals | Maciej Paterski    | Maciej Paterski       | Maciej Paterski           | Edward Ravasi                | CCC Sprandi Polkowice  |

## Liste des participants
- Liste de départ complète

| Légende                             | Légende                                                                                                  | Légende                                | Légende                                                                                                  |
| ----------------------------------- | --- | -------------------------------------- | --- |
| Num                                 | Dossard de départ porté par le coureur sur ce Tour de Croatie                                            | Pos                                    | Position finale au classement général                                                                    |
| Leader du classement général        | Indique le vainqueur du classement général                                                               | Leader du classement par points        | Indique le vainqueur du classement par points                                                            |
| Leader du classement de la montagne | Indique le vainqueur du classement de la montagne                                                        | Leader du classement du meilleur jeune | Indique le vainqueur du classement du meilleur jeune                                                     |
|                                     | Indique un maillot de champion national ou mondial, suivi de sa spécialité                               | #                                      | Indique la meilleure équipe                                                                              |
| NP                                  | Indique un coureur qui n'a pas pris le départ d'une étape, suivi du numéro de l'étape où il s'est retiré | AB                                     | Indique un coureur qui n'a pas terminé une étape, suivi du numéro de l'étape où il s'est retiré          |
| HD                                  | Indique un coureur qui a terminé une étape hors des délais, suivi du numéro de l'étape                   | *                                      | Indique un coureur en lice pour le classement du meilleur jeune (coureurs nés après le 1er janvier 1993) |

| Adria Mobil ADR                    | Adria Mobil ADR               | Adria Mobil ADR |
| ---------------------------------- | ----------------------------- | --------------- |
| Num                                | Coureur                       | Pos             |
| 1                                  | Radoslav Rogina (CRO) (Route) | 26e             |
| 2                                  | Kristjan Fajt (SLO)           | 80e             |
| 3                                  | Marko Kump (SLO)              | 71e             |
| 4                                  | Domen Novak (SLO)*            | 41e             |
| 5                                  | David Per (SLO)*              | 75e             |
| 6                                  | Primož Roglič (SLO)           | 2e              |
| 7                                  | Josip Rumac (CRO)*            | 29e             |
| 8                                  | Klemen Štimulak (SLO)         | AB-1            |
| Directeur sportif : Boštjan Mervar |                               |                 |

| Équipe nationale d'Italie ITA   | Équipe nationale d'Italie ITA | Équipe nationale d'Italie ITA |
| ------------------------------- | ----------------------------- | ----------------------------- |
| Num                             | Coureur                       | Pos                           |
| 11                              | Liam Bertazzo (ITA)           | 86e                           |
| 12                              | Alex Buttazzoni (ITA)         | HD-3                          |
| 13                              | Fabio Chinello (ITA)          | 90e                           |
| 14                              | Rino Gasparrini (ITA)         | 108e                          |
| 15                              | Francesco Lamon (ITA)*        | HD-3                          |
| 16                              | Davide Pacchiardo (ITA)       | 8e                            |
| 17                              | Edward Ravasi (ITA)*          | 4e                            |
| 18                              | Luca Wackermann (ITA)         | 113e                          |
| Directeur sportif : Marco Villa |                               |                               |

| GM GMC                                     | GM GMC                       | GM GMC |
| ------------------------------------------ | ---------------------------- | ------ |
| Num                                        | Coureur                      | Pos    |
| 21                                         | Daniele Cavasin (ITA)*       | NP-3   |
| 22                                         | Antonio Di Sante (ITA)*      | 74e    |
| 23                                         | Marco D'Urbano (ITA)         | 28e    |
| 24                                         | Alessandro Ferrarotti (ITA)* | 33e    |
| 25                                         | Filippo Fortin (ITA)         | 67e    |
| 26                                         | José Tito Hernández (COL)*   | 13e    |
| 27                                         | Jordan Parra (COL)*          | 77e    |
| 28                                         | Andrey Sazanov (RUS)*        | 53e    |
| Directeur sportif : Alessandro Spezialetti |                              |        |

| Meridiana Kamen MKT                | Meridiana Kamen MKT       | Meridiana Kamen MKT |
| ---------------------------------- | ------------------------- | ------------------- |
| Num                                | Coureur                   | Pos                 |
| 31                                 | Emanuel Kišerlovski (CRO) | 7e                  |
| 32                                 | Enea Cambianica (SUI)     | 20e                 |
| 33                                 | Simone Campagnaro (ITA)   | 83e                 |
| 34                                 | Mateo Franković (CRO)*    | 104e                |
| 35                                 | Bruno Maltar (CRO)*       | 51e                 |
| 36                                 | Cristiano Monguzzi (ITA)  | 62e                 |
| 37                                 | Uroš Repše (SLO)*         | 84e                 |
| 38                                 | Endi Širol (CRO)          | HD-3                |
| Directeur sportif : Vinko Polončič |                           |                     |

| Radenska Ljubljana RAR           | Radenska Ljubljana RAR     | Radenska Ljubljana RAR |
| -------------------------------- | -------------------------- | ---------------------- |
| Num                              | Coureur                    | Pos                    |
| 41                               | Robert Jenko (SLO)         | AB-1                   |
| 42                               | Žan Jerkič (SLO)*          | AB-1                   |
| 43                               | Rok Korošec (SLO)*         | 61e                    |
| 44                               | Gregor Krajnc (SLO)*       | 103e                   |
| 45                               | Jure Miškulin (SLO)*       | 100e                   |
| 46                               | Marko Pavlic (SLO)*        | 21e                    |
| 47                               | Žiga Ručigaj (SLO)*        | HD-3                   |
| 48                               | Matic Šafaric Kolar (SLO)* | 91e                    |
| Directeur sportif : Marko Polanc |                            |                        |

| Cycling Academy CAT            | Cycling Academy CAT    | Cycling Academy CAT |
| ------------------------------ | ---------------------- | ------------------- |
| Num                            | Coureur                | Pos                 |
| 51                             | Yoav Bear (ISR)        | 81e                 |
| 52                             | Bartosz Warchoł (POL)  | AB-3                |
| 53                             | Ben Einhorn (ISR)*     | AB-1                |
| 54                             | Guy Gabay (ISR)*       | 58e                 |
| 55                             | Wojciech Migdał (POL)  | 59e                 |
| 56                             | Emanuel Piaskowy (POL) | AB-3                |
| 57                             | Daniel Turek (CZE)*    | 24e                 |
| 58                             | Ido Zilberstein (ISR)* | NP-2                |
| Directeur sportif : Ján Valach |                        |                     |

| Frøy Bianchi FRB                       | Frøy Bianchi FRB            | Frøy Bianchi FRB |
| -------------------------------------- | --------------------------- | ---------------- |
| Num                                    | Coureur                     | Pos              |
| 61                                     | Oddbjørn Andersen (NOR)     | 25e              |
| 62                                     | Henrik Evensen (NOR)*       | HD-3             |
| 63                                     | Damien Garcia (FRA)         | 105e             |
| 64                                     | Anders Kristoffersen (NOR)* | 73e              |
| 65                                     | Anders Oddli (NOR)*         | HD-3             |
| 66                                     | Anders Røe (NOR)*           | 115e             |
| 67                                     | Halvor Tandrevold (NOR)     | AB-3             |
| 68                                     | Nikolai Tefre (NOR)*        | HD-3             |
| Directeur sportif : Carl Erik Pedersen |                             |                  |

| RusVelo RVL                       | RusVelo RVL               | RusVelo RVL |
| --------------------------------- | ------------------------- | ----------- |
| Num                               | Coureur                   | Pos         |
| 71                                | Ivan Balykin (RUS)        | 70e         |
| 72                                | Igor Boev (RUS)           | 76e         |
| 73                                | Sergey Firsanov (RUS)     | 5e          |
| 74                                | Roman Maikin (RUS)        | 15e         |
| 75                                | Kirill Pozdnyakov (RUS)   | 32e         |
| 76                                | Alexander Serov (RUS)     | 85e         |
| 77                                | Andrey Solomennikov (RUS) | 44e         |
| 78                                | Mamyr Stash (RUS)*        | 72e         |
| Directeur sportif : Roberto Vigni |                           |             |

| Felbermayr Simplon Wels RWS         | Felbermayr Simplon Wels RWS | Felbermayr Simplon Wels RWS |
| ----------------------------------- | --------------------------- | --------------------------- |
| Num                                 | Coureur                     | Pos                         |
| 81                                  | Matija Kvasina (CRO)        | 12e                         |
| 82                                  | Michael Gogl (AUT)*         | NP-3                        |
| 83                                  | Jure Golčer (SLO)           | 22e                         |
| 84                                  | Felix Großschartner (AUT)*  | 43e                         |
| 85                                  | Matthias Krizek (AUT)       | 68e                         |
| 86                                  | Matej Marin (SLO)           | 79e                         |
| 87                                  | Stephan Rabitsch (AUT)      | AB-4                        |
| 88                                  |                             |                             |
| Directeur sportif : Andreas Grossek |                             |                             |

| Verandas Willems WIL                  | Verandas Willems WIL    | Verandas Willems WIL |
| ------------------------------------- | ----------------------- | -------------------- |
| Num                                   | Coureur                 | Pos                  |
| 91                                    | Gaëtan Bille (BEL)      | 57e                  |
| 92                                    | Joeri Calleeuw (BEL)    | 60e                  |
| 93                                    | Dimitri Claeys (BEL)    | 92e                  |
| 94                                    | Daan Myngheer (BEL)*    | 95e                  |
| 95                                    | Olivier Pardini (BEL)   | 42e                  |
| 96                                    | Kai Reus (NED)          | 38e                  |
| 97                                    | Sten Van Gucht (BEL)    | 89e                  |
| 98                                    | Stef Van Zummeren (BEL) | 16e                  |
| Directeur sportif : Gautier De Winter |                         |                      |

| LKT Brandenburg LKT             | LKT Brandenburg LKT   | LKT Brandenburg LKT |
| ------------------------------- | --------------------- | ------------------- |
| Num                             | Coureur               | Pos                 |
| 101                             | Willi Willwohl (GER)* | 106e                |
| 102                             | Marcel Franz (GER)*   | 49e                 |
| 103                             | Robert Kessler (GER)* | HD-3                |
| 104                             | Martin Reimer (GER)   | 110e                |
| 105                             | Tim Reske (GER)*      | HD-3                |
| 106                             | Leon Rohde (GER)*     | NP-1                |
| 107                             | Franz Schiewer (GER)  | HD-3                |
| 108                             | Carl Soballa (GER)*   | 55e                 |
| Directeur sportif : Michael Max |                       |                     |

| MG.Kvis-Vega VHS                   | MG.Kvis-Vega VHS        | MG.Kvis-Vega VHS |
| ---------------------------------- | ----------------------- | ---------------- |
| Num                                | Coureur                 | Pos              |
| 111                                | Nicola Gaffurini (ITA)  | 17e              |
| 112                                | Michele Gazzara (ITA)   | 54e              |
| 113                                | Moreno Giampaolo (ITA)  | 19e              |
| 114                                | Alessio Lanzano (ITA)*  | AB-4             |
| 115                                | Luca Muffolini (ITA)    | 96e              |
| 116                                | Andrea Tomassini (ITA)* | AB-1             |
| 117                                |                         |                  |
| 118                                |                         |                  |
| Directeur sportif : Angelo Baldini |                         |                  |

| Idea 2010 ASD IDE                | Idea 2010 ASD IDE          | Idea 2010 ASD IDE |
| -------------------------------- | -------------------------- | ----------------- |
| Num                              | Coureur                    | Pos               |
| 121                              | Davide Viganò (ITA)        | 18e               |
| 122                              | Luca Cappelli (ITA)*       | 109e              |
| 123                              | Maurizio Damiano (ITA)     | HD-3              |
| 124                              | Marc Christian Garby (DEN) | AB-4              |
| 125                              | Matteo Malucelli (ITA)*    | 78e               |
| 126                              | Alessandro Pettiti (ITA)   | 99e               |
| 127                              | Matteo Spreafico (ITA)*    | 30e               |
| 128                              | Marco Tizza (ITA)          | 56e               |
| Directeur sportif : Alberto Elli |                            |                   |

| CCC Sprandi Polkowice # CCC       | CCC Sprandi Polkowice # CCC       | CCC Sprandi Polkowice # CCC |
| --------------------------------- | --------------------------------- | --------------------------- |
| Num                               | Coureur                           | Pos                         |
| 131                               | Sylwester Szmyd (POL)             | 3e                          |
| 132                               | Grega Bole (SLO)                  | 10e                         |
| 133                               | Adrian Kurek (POL)                | 50e                         |
| 134                               | Jarosław Marycz (POL)             | 45e                         |
| 135                               | Bartłomiej Matysiak (POL) (Route) | 35e                         |
| 136                               | Maciej Paterski (POL)             | 1er                         |
| 137                               | Marek Rutkiewicz (POL)            | 9e                          |
| 138                               | Branislau Samoilau (BLR)          | 6e                          |
| Directeur sportif : Piotr Wadecki |                                   |                             |

| Join-S-De Rijke RIJ                  | Join-S-De Rijke RIJ       | Join-S-De Rijke RIJ |
| ------------------------------------ | ------------------------- | ------------------- |
| Num                                  | Coureur                   | Pos                 |
| 141                                  | Jetse Bol (NED)           | 69e                 |
| 142                                  | Robbert de Greef (NED)    | 46e                 |
| 143                                  | Ike Groen (NED)           | 31e                 |
| 144                                  | Kobus Hereijgers (NED)    | 97e                 |
| 145                                  | Wouter Mol (NED)          | 27e                 |
| 146                                  | Taco van der Hoorn (NED)* | 111e                |
| 147                                  | Ronan van Zandbeek (NED)  | 65e                 |
| 148                                  | Coen Vermeltfoort (NED)   | 63e                 |
| Directeur sportif : Bennie Lambregts |                           |                     |

| ActiveJet AJT                     | ActiveJet AJT              | ActiveJet AJT |
| --------------------------------- | -------------------------- | ------------- |
| Num                               | Coureur                    | Pos           |
| 151                               | Michał Podlaski (POL)      | 11e           |
| 152                               | Paweł Bernas (POL)         | 52e           |
| 153                               | Łukasz Bodnar (POL)        | 88e           |
| 154                               | Paweł Brylowski (POL)      | 98e           |
| 155                               | Jesús Ezquerra (ESP)       | 37e           |
| 156                               | Paweł Franczak (POL)       | 40e           |
| 157                               | Mario González Salas (ESP) | AB-5          |
| 158                               | Kamil Gradek (POL)         | 93e           |
| Directeur sportif : Piotr Kosmala |                            |               |

| D'Amico Bottecchia AZT            | D'Amico Bottecchia AZT   | D'Amico Bottecchia AZT |
| --------------------------------- | ------------------------ | ---------------------- |
| Num                               | Coureur                  | Pos                    |
| 161                               | Paolo Ciavatta (ITA)     | 14e                    |
| 162                               | Giorgio Bocchiola (ITA)  | 94e                    |
| 163                               | Adriano Brogi (ITA)      | 101e                   |
| 164                               | Eduardo Estrada (COL)*   | 48e                    |
| 165                               | Silvio Giorni (ITA)      | 64e                    |
| 166                               | Davide Leone (ITA)*      | 114e                   |
| 167                               | Iltjan Nika (ALB)*       | HD-3                   |
| 168                               | Antonio Parrinello (ITA) | 66e                    |
| Directeur sportif : Massimo Codol |                          |                        |

| Novo Nordisk TNN                    | Novo Nordisk TNN           | Novo Nordisk TNN |
| ----------------------------------- | -------------------------- | ---------------- |
| Num                                 | Coureur                    | Pos              |
| 171                                 | Joonas Henttala (FIN)      | 34e              |
| 172                                 | Corentin Cherhal (FRA)*    | AB-3             |
| 173                                 | Stephen Clancy (IRL)       | 47e              |
| 174                                 | Gerd de Keijzer (NED)*     | 112e             |
| 175                                 | Benjamin Dilley (USA)      | AB-4             |
| 176                                 | James Glasspool (AUS)      | AB-3             |
| 177                                 | Simon Strobel (GER)        | HD-3             |
| 178                                 | Christopher Williams (AUS) | 87e              |
| Directeur sportif : Pavel Cherkasov |                            |                  |

| Ecuador ECU                           | Ecuador ECU             | Ecuador ECU |
| ------------------------------------- | ----------------------- | ----------- |
| Num                                   | Coureur                 | Pos         |
| 181                                   | José Ragonessi (ECU)    | 102e        |
| 182                                   | Isaac Carbonell (ESP)*  | HD-3        |
| 183                                   | Higinio Fernández (ESP) | 23e         |
| 184                                   | João Gaspar (BRA)       | 107e        |
| 185                                   | Segundo Navarrete (ECU) | 36e         |
| 186                                   | Jordi Simón (ESP)       | 39e         |
| 187                                   | Albert Torres (ESP)     | 82e         |
| 188                                   | Henry Velasco (ECU)     | AB-4        |
| Directeur sportif : Domènec Carbonell |                         |             |